# 莫里斯·皮奥
莫里斯·皮奥（法語：Maurice Piot，1912年7月14日—1996年5月22日），法国前男子击剑运动员。他曾代表法国参加1952年夏季奥林匹克运动会击剑比赛，获得男子团体佩剑铜牌。